# 泛相声
泛相相声或泛相声为冯巩、牛群对自己相声的称呼，因为泛相相声并不和传统相声、现代相声一致，因此称为了一个新的艺术形式。目前许多相声表演艺术家已经开始尝试泛相相声，例如大兵等。泛相相声的独特之处在于，泛相相声的肢体语言远远大于前者。

## 相关
- 传统相声
- 现代相声
- 相声